# Oğuzeli repülőtér
A Oğuzeli repülőtér (IATA: GZT, ICAO: LTAJ) Törökország egyik kisebb jelentőségű nemzetközi repülőtere, amely Oğuzeli közelében található. Éves utasforgalma 2 350 266 fő (2022).

## Légitársaságok és úticélok
2023-ban a Oğuzeli repülőtérről az alábbi járatok indulnak:
| Légitársaság      | Célállomások |
| ----------------- | --- |
| AnadoluJet        | Ankara, Bursa, Erbil, Ercan, Istanbul–Sabiha Gökçen                                                                                                 |
| Corendon Airlines | Szezonális: Köln/Bonn |
| Iraqi Airways     | Baghdad |
| Pegasus Airlines  | Düsseldorf, Erbil, Ercan, Isztambul-Sabiha Gökçen, Izmir                                                                                            |
| SunExpress        | Antalya, Berlin, Düsseldorf, Frankfurt, Izmir, München, Stuttgart, Zurich Szezonális: Genf, Hannover, London–Stansted (kezdődik 2024 április 2-től) |
| Turkish Airlines  | Istanbul Szezonális: Basel/Mulhouse, Berlin, Düsseldorf, Frankfurt, Hamburg, München, Stuttgart, Bécs, Zürich                                       |

## Futópályák
A repülőtér futópályái:
- 10/28 (3000 m, 45 m, aszfaltbeton)

## Forgalom
Az utasforgalom az elmúlt években az alábbi módon változott:
| Utasok száma | 734 427 | 833 002 | 1 039 972 | 1 442 969 | 2 082 821 | 2 082 821 | 2 629 569 | 2 544 944 | 1 379 253 | 2 350 266 |
|              | 2007    | 2009    | 2010      | 2012      | 2014      | 2015      | 2017      | 2019      | 2020      | 2022      |